# Vesignieïta
La vésigniéita és un mineral de la classe dels fosfats que rep el nom del francès Jean Paul Louis Vésignié (1870-1954).

## Característiques
La vésigniéita és un vanadat de fórmula química BaCu₃(VO₄)₂(OH)₂. Cristal·litza en el sistema monoclínic. La seva duresa a l'escala de Mohs es troba entre 3 i 4.
Segons la classificació de Nickel-Strunz pertany a «08.BH: Fosfats, etc. amb anions addicionals, sense H₂O, amb cations de mida mitjana i gran, (OH, etc.):RO₄ = 1:1» juntament amb els següents minerals: thadeuïta, durangita, isokita, lacroixita, maxwellita, panasqueiraïta, tilasita, drugmanita, bjarebyita, cirrolita, kulanita, penikisita, perloffita, johntomaïta, bertossaïta, palermoïta, carminita, sewardita, adelita, arsendescloizita, austinita, cobaltaustinita, conicalcita, duftita, gabrielsonita, nickelaustinita, tangeïta, gottlobita, hermannroseïta, čechita, descloizita, mottramita, pirobelonita, bayldonita, paganoïta, jagowerita, carlgieseckeïta-(Nd), attakolita i leningradita.

## Formació i jaciments
Va ser descoberta a la mina Glücksstern, una antiga mina de ferro i manganès tancada el 1855, que està situada al turó de Gottlob, aproximadament a un quilòmetre al sud-est de la localitat de Friedrichroda, dins el districte de Gotha (Turíngia, Alemanya). Es troba en forma de cristalls pseudohexagonals lamel·lars, en agregats botrioïdals o bé en pols. Als territoris de parla catalana ha estat descrita únicament a la mina Constancia, uns petita propspecció realitzasa al Barranco de la Rocha, aproximadament a un quilòmetre d'Algímia d'Almonesir, un municipi del País Valencià de la comarca de l'Alt Palància.